# Cəngəmiran
Cəngəmiran è un comune dell'Azerbaigian situato nel distretto di Lerik. Conta una popolazione di 1 237 abitanti.